# Пайва, Винисиус
Винисиус дос Сантос де Оливейра Пайва (порт. Vinícius dos Santos de Oliveira Paiva; род. 1 марта 2001, Рио-де-Жанейро) — бразильский футболист, вингер клуба «Васко да Гама». Выступает на правах аренды в клубе «Итуано».

## Карьера

### «Васко да Гама»

#### Начало карьеры
Воспитанник футбольной академии бразильского клуба «Васко да Гама». В 2019 году футболист стал подтягиваться к матчам с основной командой клуба. Дебютировал за клуб 23 января 2020 года в матче против клуба «Фламенго», выйдя на замену на 61 минуте. Первым результативным действием за клуб футболист отличился 9 февраля 2020 года в матче против клуба «Португеза», отдав голевую передачу. Дебютный матч в бразильской Серии A футболист сыграл 23 августа 2020 года против клуба «Гремио». Дебютный гол за клуб забил 27 сентября 2020 года в матче против клуба «Ред Булл Брагантино». В последующих сезонах футболист выступал преимущественно за молодёжную команду клуба.

#### Аренда в «Итуано»
В августе 2022 года футболист на правах арендного соглашения присоединился к бразильскому клубу «Итуано». Дебютировал за клуб 31 августа 2022 года в матче против клуба «Операрио Ферровиарио», выйдя на замену в начале второго тайма. Первым результативным действием за клуб отличился 24 сентября 2022 года в матче против клуба «Бруски», отдав голевую передачу. Дебютный гол за клуб забил 22 октября 2022 года в матче против клуба «Сампайо Корреа». За сезон футболист отличился забитым голом и 3 результативными передачами. По окончании срока арендного соглашения покинул клуб.

#### Аренда в «Шериф»
В июне 2023 года футболист на правах арендного соглашения присоединился к молдавскому «Шерифу». В июле 2023 года вместе с клубом отправился на квалификационные матчи Лиги чемпионов УЕФА. Дебютировал за клуб 12 июля 2023 года против румынского «Фарула», выйдя на поле в стартовом составе. В ответном матче 18 июля 2023 года против румынского «Фарула» отличился своей первой результативной передачей за клуб. Первый матч в молдавском чемпионате сыграл 6 августа 2023 года против клуба «Петрокуб». Дебютный гол за клуб забил 13 августа 2023 года в матче против клуба «Спартаний». Вместе с клубом вышел в групповой этап Лиги Европы УЕФА, победив в рамках квалификаций белорусский БАТЭ и фарерский «КИ Клаксвик», однако против второго футболист не был заявлен. Свой первый матч в групповом этапе Лиги Европы УЕФА футболист сыграл 30 ноября 2023 года против пражской «Славии». По итогу группового этапа Лиги Европы УЕФА футболист вместе с клубом занял итоговое последнее место и завершил своё выступление на еврокубковом турнире. В феврале 2024 года футболист покинул молдавский клуб.

#### Аренда в «Итуано»
В феврале 2024 года футболист на правах арендного соглашения снова присоединился к бразильскому клубу «Итуано» до конца сезона. Первый матч за клуб футболист 14 февраля 2024 года в матче Лиги Паулиста против клуба «Мирасол», выйдя на замену на 57 минуте. Первым результативным действием за клуб в сезоне футболист отличился 10 марта 2024 года в матче против клуба «Сан-Паулу», отдав голевую передачу. Первый матч в бразильской Серии B футболист сыграл 20 апреля 2024 года против клуба «Шапекоэнсе», выйдя на замену на 56 минуте.